# Thorsten Kielmann
Thorsten Kielmann (* 6. März 1966) ist ein ehemaliger deutscher Fußballspieler.

## Werdegang
Der Mittelfeldspieler Thorsten Kielmann gehörte in der Saison 1987/88 zum Kader des Zweitligisten Arminia Bielefeld. Sein Debüt feierte er am 9. April 1988 bei der 0:1-Niederlage der Bielefelder bei den Stuttgarter Kickers. Am Saisonende stiegen die Bielefelder als Tabellenletzter ab und Kielmann verließ die Arminia mit unbekanntem Ziel.